# Padis
Padis (estniska: Padise) är en ort i Estland. Den ligger i Padis kommun och Harjumaa, i den västra delen av landet, 40 km sydväst om huvudstaden Tallinn. Antalet invånare är 392.
Terrängen runt Padise är mycket platt. Runt Padise är det glesbefolkat, med 10 invånare per kvadratkilometer. Närmaste större samhälle är Paldiski, 14,8 km norr om Padise. I omgivningarna runt Padise växer i huvudsak blandskog.
Inlandsklimat råder i trakten. Årsmedeltemperaturen i trakten är 3 °C. Den varmaste månaden är juli, då medeltemperaturen är 16 °C, och den kallaste är januari, med −11 °C.